# Каменоватка (Кировоградская область)
Каменоватка (укр. Кам'януватка) — село в Новомиргородской городской общине Новоукраинского района Кировоградской области Украины.
До 2020 года входило в Новомиргородский район
Население по переписи 2001 года составляло 237 человек. Почтовый индекс — 26030. Телефонный код — 5256. Код КОАТУУ — 3523882503.